# 1914 Hartbeespoortdam
Az 1914 Hartbeespoortdam (ideiglenes jelöléssel 1930 SB1) a Naprendszer kisbolygóövében található aszteroida. Hendrik van Gent fedezte fel 1930. szeptember 28-án.